# 国家滨河路
国家滨河路（Nationalquai）位于瑞士卢塞恩的卢塞恩湖右岸，以国家酒店（Hotel National）命名。国家滨河路向西是瑞士宫廷滨河路，向东延伸则是卡尔·施皮特勒滨河路（Carl-Spitteler-Quai），以瑞士诗人卡尔·施皮特勒命名。
最初，这条道路只是国家酒店前短短的一段。在19世纪80年代建造赌场时延伸，到1905-1906年延伸到现在的长度。这条街种植了两排板栗树。在中段有马蒂亚斯·卢辛格广场（Matthias-Luchsinger-Platz），以前市长命名。 